# Sagaro
Sagaro (1971-1986) est un cheval de course pur-sang anglais, spécialiste des courses de plat. Il fut l'un des meilleurs stayers de l'histoire et le premier à remporter à trois reprises la Gold Cup d'Ascot, la plus prestigieuse course de longue distance en Europe. 

## Carrière de course
Conçu en Angleterre puis élevé en Irlande par son propriétaire Gerald Oldham, Sagaro est confié à l'entraînement de François Boutin à Lamorlaye. Il débute à Longchamp à l'automne de ses 2 ans et trouve son jour à sa troisième sortie, dans un maiden à Maisons-Laffitte. L'année suivante, après une rentrée victorieuse, il ne peut faire mieux que quatrième du Prix Daru, une préparatoire au Prix du Jockey Club, ce qui annule ses ambitions classiques. Il est alors dirigé vers les longues distances et s'y révèle, remportant le Prix de l'Espérance sur 3 000 mètres et surtout le Grand Prix de Paris, à l'époque disputé sur 3 100 mètres, où il devance nettement l'Anglais Bustino, champion en devenir qui allait remporter plusieurs groupe 1 et rester célèbre pour son match avec Grundy dans les King George 1975. Désormais lauréat de groupe 1, Sagaro revient sur la distance classique à l'automne mais, après une troisième place dans le Prix Niel, il ne peut jouer le moindre rôle dans le Prix de l'Arc de Triomphe d'Allez France.
Sagaro est un vrai stayer, incapable de briller en deçà de 3 000 mètres. À 4 ans, Sagaro s'en va affronter les Anglais à Royal Ascot et triomphe dans la Gold Cup, la plus prestigieuse course de longue distance en Europe, devant un autre Français, Le Bavard, qui l'avait dominé un mois auparavant dans le Prix du Cadran. Ce sera sa seule victoire d'une saison écourtée par une blessure contractée dans le Grand Prix de Deauville.  L'année suivante, le cheval semble avoir encore franchi un palier. Il remporte trois des quatre courses qu'il dispute, dont le Prix du Cadran et une deuxième Gold Cup, devenant le treizième double vainqueur de cette épreuve créée en 1807. Il est surtout le numéro 1 des stayers européens, mais de nouveau soucis de santé le contraignent à mettre un terme à sa saison avant l'été. La dernière année de course de Sagaro peut se résumer à sa rivalité avec son cadet Buckskin, représentant la casaque Wildenstein. Quand celui-ci l'écrase de 20 longueurs dans les Prix de Barbeville, puis à nouveau dans le Prix Jean Prat de 4 longueurs, et une troisième fois d'affilée dans le Prix Cadran (de 3/4 de longueur), on peut raisonnablement pensé qu'il a trouvé plus fort que lui, même si l'écart entre les deux chevaux se réduit de course en course. Mais le vieux lion n'a pas dit son dernier mot et, quand tous deux se retrouvent au départ de la Gold Cup, l'ancien prend sa revanche et laisse son rival à 5 longueurs. C'est une victoire historique, le premier triplé dans cette course légendaire (il faudra attendre Yeats à la fin des années 2000 pour voir un tel exploit réédité, et même dépassé) est aussi la dernière de Sagaro, qui rentre au haras. Son partenaire lors de ses plus grands succès, le légendaire jockey Lester Piggott dira de lui, dans la biographie que lui consacre Dick Francis, qu'il est le meilleur stayer qu'il ait monté. Les Sagaro Stakes, un groupe 3 pour stayer se déroulant en mai à Ascot, lui rendent hommage chaque année. 

### Résumé de carrière
| Date         | Hippodrome       | Pays        | Course                    | Statut      | Distance    | Jockey      | Place       | Écart       | Vainqueur ou deuxième |
| 1973, 2 ans  | 1973, 2 ans      | 1973, 2 ans | 1973, 2 ans               | 1973, 2 ans | 1973, 2 ans | 1973, 2 ans | 1973, 2 ans | 1973, 2 ans | 1973, 2 ans           |
| ------------ | ---------------- | ----------- | ------------------------- | ----------- | ----------- | ----------- | ----------- | ----------- | --------------------- |
| 2 septembre  | Longchamp        | France      | ―                         | Maiden      | 1 600 m     | Ph. Paquet  | 4e / 10     | ―           | ―                     |
| 22 septembre | Évry             | France      | ―                         | Maiden      | 1 800 m     | Ph. Paquet  | 2e          | ―           | ―                     |
| 10 octobre   | Maisons-Laffitte | France      | ―                         | Maiden      | 1 700 m     | Ph. Paquet  | 1er         | ―           | ―                     |
| 1974, 3 ans  |                  |             |                           |             |             |             |             |             |                       |
| 8 avril      | Saint-Cloud      | France      | Prix Canot                |             | 2 400 m     | L. Piggott  | 1er         | 2           | Matching Pair         |
| 21 avril     | Longchamp        | France      | Prix Daru                 | Gr. 2       | 2 100 m     | L. Piggott  | 4e / 12     | 4 ½         | Dankaro               |
| 17 mai       | Maisons-Laffitte | France      | ―                         |             | 2 500 m     | Ph. Paquet  | 1er         | ―           | ―                     |
| 2 juin       | Longchamp        | France      | Prix de l'Espérance       | Gr. 3       | 3 000 m     | L. Piggott  | 1er / 7     | 2 ½         | Domico                |
| 30 juin      | Longchamp        | France      | Grand Prix de Paris       | Gr. 1       | 3 100 m     | L. Piggott  | 1er / 18    | 2           | Bustino               |
| 8 septembre  | Longchamp        | France      | Prix Niel                 | Gr. 3       | 2 200 m     | L. Piggott  | 3e / 4      | 1 ½         | Mississippian         |
| 6 octobre    | Longchamp        | France      | Prix de l'Arc de Triomphe | Gr. 1       | 2 400 m     | Ph. Paquet  | 11e / 20    | 15 ½        | Allez France          |
| 1975, 5 ans  |                  |             |                           |             |             |             |             |             |                       |
| 6 avril      | Longchamp        | France      | Prix de Barbeville        | Gr. 3       | 3 100 m     | L. Piggott  | 2e / 10     | tête        | Recupere              |
| 25 mai       | Longchamp        | France      | Prix du Cadran            | Gr. 1       | 4 000 m     | L. Piggott  | 3e / 13     | 1 ¾         | Le Bavard             |
| 19 juin      | Ascot            | Royaume-Uni | Gold Cup                  | Gr. 1       | 4 000 m     | L. Piggott  | 1er / 8     | 4           | Le Bavard             |
| 14 juillet   | Saint-Cloud      | France      | Prix Maurice de Nieuil    | Gr. 2       | 2 500 m     | L. Piggott  | 0 / 10      | ―           | Battle Song           |
| 3 août       | Deauville        | France      | Prix Kergorlay            | Gr. 2       | 3 000 m     | L. Piggott  | 4e / 11     | 1 ½         | Moss Trooper          |
| 31 août      | Deauville        | France      | Grand Prix de Deauville   | Gr. 2       | 2 700 m     | Ph. Paquet  | 0 / 18      | ―           | L'Ensorceleur         |
| 1976, 6 ans  |                  |             |                           |             |             |             |             |             |                       |
| 4 avril      | Longchamp        | France      | Prix de Barbeville        | Gr. 3       | 3 100 m     | Ph. Paquet  | 1er / 12    | 2 ½         | Mistigri              |
| 25 avril     | Longchamp        | France      | Prix Jean Prat            | Gr. 2       | 3 100 m     | Ph. Paquet  | 4e / 10     | 7           | Citoyen               |
| 23 mai       | Longchamp        | France      | Prix du Cadran            | Gr. 1       | 4 000 m     | Ph. Paquet  | 1er / 10    | 3           | Kemal                 |
| 17 juin      | Ascot            | Royaume-Uni | Gold Cup                  | Gr. 1       | 4 000 m     | L. Piggott  | 1er / 7     | 1           | Crash Course          |
| 1977, 7 ans  |                  |             |                           |             |             |             |             |             |                       |
| 3 avril      | Longchamp        | France      | Prix de Barbeville        | Gr. 3       | 3 100 m     | Ph. Paquet  | 2e / 9      | 20          | Buckskin              |
| 24 avril     | Longchamp        | France      | Prix Jean Prat            | Gr. 2       | 3 100 m     | Ph. Paquet  | 2e / 6      | 4           | Buckskin              |
| 22 mai       | Longchamp        | France      | Prix du Cadran            | Gr. 1       | 4 000 m     | Ph. Paquet  | 2e / 5      | 3/4         | Buckskin              |
| 16 juin      | Ascot            | Royaume-Uni | Gold Cup                  | Gr. 1       | 4 000 m     | L. Piggott  | 1er / 6     | 5           | Buckskin              |

## Au haras
Acquis par l'Irish National Stud pour £ 175 000, Sagaro y devient étalon avant d'être transféré à Limestone Stud en Angleterre. Il meurt en 1986, à 15 ans, sans avoir pu brillé dans sa seconde carrière. 

## Origines
Sagaro possède un pedigree atypique, dépourvu des courants de sang dominants dans l'élevage de pur-sang. Son père, l'Anglais Espresso, avait pour principal titre de gloire un doublé dans le Grosser Preis von Baden sous les couleurs de Gerald Oldham. Sagaro est le seul de ses produits à avoir marqué l'histoire des courses, et il appartient à la dernière génération anglaise d'Espresso, parti en 1970 poursuivre sa modeste carrière d'étalon en Allemagne. Zambara, la mère, n'a remporté qu'une course. Au haras, elle s'est révélée comme une poulinière d'exception, bien que n'ayant que quatre produits enregistrés : 
- 1971 - Sagaro (Espresso)
- 1972 - Amarena (Aureole), mère de :
  - Montecito (Tap On Wood) : 3e Grand Prix de Paris, Prix Kergorlay.
- 1976 - Scorpio (Sir Gaylord) : Gran Premio del Jockey Club, Hardwicke Stakes (Gr.2), Grand Prix d'Évry (Gr.2).
- 1977 - Mariella (Sir Gaylord) : Premio Roma, Prix de Royallieu (Gr.3), 2e Prix de Pomone (Gr.3)

Zambara se recommande de son frère Chicago (par Fidalgo), lauréat du Gran Premio del Jockey Club, du Premio Roma, deux fois des Henry II Stakes (Gr.3), deuxième du Grosser Preis von Baden et des Hardwicke Stakes.

### Pedigree
| Origines de Sagaro (GB), mâle alezan né en 1971 | Origines de Sagaro (GB), mâle alezan né en 1971 | Origines de Sagaro (GB), mâle alezan né en 1971 | Origines de Sagaro (GB), mâle alezan né en 1971 |
| ----------------------------------------------- | ----------------------------------------------- | ----------------------------------------------- | ----------------------------------------------- |
| Père Espresso                                   | Acropolis                                       | Donatello                                       | Blenheim                                        |
| Père Espresso                                   | Acropolis                                       | Donatello                                       | Delleana                                        |
| Père Espresso                                   | Acropolis                                       | Aurora                                          | Hyperion                                        |
| Père Espresso                                   | Acropolis                                       | Aurora                                          | Rose Red                                        |
| Père Espresso                                   | Babylon                                         | Bahram                                          | Blandford                                       |
| Père Espresso                                   | Babylon                                         | Bahram                                          | Friar's Daughter                                |
| Père Espresso                                   | Babylon                                         | Clairvoyante                                    | Clarissimus                                     |
| Père Espresso                                   | Babylon                                         | Clairvoyante                                    | Doddles                                         |
| Mère Zambara                                    | Mossborough                                     | Nearco                                          | Pharos                                          |
| Mère Zambara                                    | Mossborough                                     | Nearco                                          | Nogara                                          |
| Mère Zambara                                    | Mossborough                                     | All Moonshine                                   | Bobsleigh                                       |
| Mère Zambara                                    | Mossborough                                     | All Moonshine                                   | Selene                                          |
| Mère Zambara                                    | Grischuna                                       | Ratification                                    | Court Martial                                   |
| Mère Zambara                                    | Grischuna                                       | Ratification                                    | Solesa                                          |
| Mère Zambara                                    | Grischuna                                       | Mountain Path                                   | Bobsleigh                                       |
| Mère Zambara                                    | Grischuna                                       | Mountain Path                                   | Path of Peace (famille 4-l)                     |